# Corematosetia parvimaculata
Corematosetia parvimaculata — вид лускокрилих комах родини склівок (Sesiidae). Описаний у 2023 році. Поширений у Китаї.

## Назва
Назва parvimaculata походить від латинського parva (= маленький) і maculae (= пляма), що відноситься до трьох маленьких прозорих клітинок, присутніх у зовнішній частині крила нового виду.

## Опис
Corematosetia parvimaculata відрізняється від усіх відомих видів роду Corematosetia тим, що його черевце не звужено на 3—5 сегментах. Чоловічі статеві органи C. parvimaculata подібні до геніталій Corematosetia minuta Kallies & Arita 2006 із В'єтнаму, але його можна відрізнити від останнього за міхурцями, що містять численні маленькі роги, на відміну від відсутності рогів на міхурах у C. minuta.

## Спосіб життя
Личинки живляться на Ardisia sieboldii і Ardisia quinquegona.